# Distrito de Acopampa
El distrito de Acopampa es uno de los once distritos de la provincia de Carhuaz, ubicado en el departamento de Áncash, en el Perú.

## Historia
Fue creado mediante Ley n. ° 9456 del 5 de diciembre de 1941, en el primer gobierno del Presidente Manuel Prado Ugarteche.

## Geografía
Tiene una superficie de 14,17 km² y está ubicado en la zona sierra a una altitud de 2725 m s. n. m. en la margen derecha de la carretera Huaraz-Caraz, a 5 minutos de Marcará y 10 minutos de Carhuaz. Forma parte del Corredor Económico Huaylas.
La población del distrito, de acuerdo al censo de 1993 es de 2.338 habitantes. La población rural es del orden del 65,2% Y la población urbana del 34,8%. La población económicamente activa está conformada por 581 personas y la población económicamente no activa por 1421 personas. La población económicamente activa de 6 años y más, según sector de actividad económica, se dedica principalmente a las actividades extractivas (306), seguida de las de transformación (66) y servicios (85).
Según el Mapa de Necesidades Básicas Insatisfechas de los Hogares a Nivel Distrital, INEI, UNFPA de 1994 se tiene los siguientes indicadores: Hogares con NBI 56,6%; población con NBI: 60,7%.
Los recursos naturales que posee el distrito de Acopampa son: paisajes escénicos con atractivos turísticos naturales, río Santa y arcilla para elaboración de ladrillos y tejas.
El distrito cuenta con energía eléctrica (red primaria y secundaria), sistema de agua potable y desagüe en la capital y en la mayoría de los caseríos y teléfonos comunitarios en la capital del distrito. 
También cuenta con una I.E. 86280 "Ricardo Palma", cuenta con dos colegios en sus caseríos de obraje y nunocoto, además con una I.E. inicial y un centro de salud, ambos ubicados en jr. Manuel Torres s/n

## Autoridades

### Municipales
- 2015 - 2018[1]
  - Alcalde: Constantino Vidal Giraldo Grimarey, del Partido Perú Posible.

## Festividades
- Aniversario de la institución educativa N°86280 Ricardo Palma: 14 de noviembre.
- Aniversario de creación del Distrito de Acopampa: 5 de diciembre
- Fiesta patronal del Caserío de Puncullacá: 8 de noviembre
- Fiesta de San Cayetano en el caserío de Nunocoto: 7 de agosto; la más celebrada en todo el distrito
- Fiesta del Señor de los Afligidos en el caserío de Ucuchá: 21 de septiembre
- Fiesta del Señor Padre Eterno en el caserío de Antaracá: 20 de julio
- Fiesta de la Virgen Peregrina: 2.º domingo de septiembre
- Semana Santa procesión del Señor de los Afligidos de Ucuchá